# Belize International Airport
Belize International Airport är en flygplats i Belize.   Den ligger i distriktet Belize, i den nordöstra delen av landet, 60 kilometer nordost om huvudstaden Belmopan. Belize International Airport ligger 4 meter över havet.
Terrängen runt Belize International Airport är mycket platt. En vik av havet är nära Belize International Airport åt nordost. Närmaste större samhälle är Belize City, 12,5 kilometer öster om Belize International Airport. 
Trakten runt Belize International Airport består huvudsakligen av våtmarker.